# Renato Rosaldo
Renato Rosaldo (Illinois, 1941 –) amerikai kulturális antropológus. 

## Munkássága
Számos terepmunkát végzett az ilongot törzsekről a Fülöp-szigetek legnagyobb északi szigetén, és egyben az Ilongot Headhunting: 1883-1974: A Study in Society and History (1980) and Culture and Truth: The Remaking of Social Analysis (1989) írója.
Szerkesztője a “Creativity/Anthropology”-nak Smadar Lavie és Kirin Narayannal együtt, amely 1993-ban lett kiadva. Illetve a(z) Anthropology of Globalization (with Jon Inda) (2001), és Cultural Citizenship in Island Southeast Asia: National and Belonging in the Hinterlands(2003), a többi könyvek között.
Ronaldo vezető kutatást végez a kulturális állampolgárságról San Joséban, Californiában 1989 óta, és hozzájárult a Latino Cultural Citizens: Claiming Identity, Space, and Rights (1997)-hoz mind bevezető és cikk tartalommal. Mindemellett szerző, három kötetnyi publikációja van, legutolsó műve a The Day of Shelly's Death, melyet 2014-ben írt.
Rosaldo az Amerikai Etnológiai Társaság elnökeként szolgált, illetve a Stanford Center chicano kutatások igazgatója volt, továbbá a Stanfordi Antropológia Osztály elnöke. Rosaldo otthagyta a Stanfordot és jelenleg az NYU-n oktat, ahol a frissen kialakult latin tanulmányok igazgatójaként munkálkodik.

## Élete
A Harvardon doktorált 1971-ben. Visszavonult nyugdíjasként professzor a Stanford Egyetemen. Jelenleg oktat a New York-i Egyetemen és a New York-i Bölcsészettudományi kar társa egyben.
Három kötetet publikált, és művei megjelentek a Bilingual Review, Many Mountains Moving, Prairie Schooner, Puerto del Sol, Texas Observer-ben
Korábban Michelle Rosaldoval kötött házasságot, jelenleg Mary Lousie Pratt-el él házasságban aki az összehasonlító irodalom tudósa. 

## Díjai
- 2004 American Book Award

## Művei
- Prayer to spider woman. Gobierno del Estado de Coahuila, Instituto Coahuilense de Cultura (ICOCULT). 2003
- Diego Luna's Insider Tips. Many Mountains Moving. 2012
- longot Headhunting: 1883-1974: A Study in Society and History. Stanford University Press. 1980. ISBN 978-0-8047-1284-2
- Culture & Truth: The Remaking of Social Analysis. Beacon Press. 1993. ISBN 978-0-8070-4623-4
- Smadar Lavie, Kirin Narayan, Renato Rosaldo, eds. (1993). Creativity/Anthropology. Cornell University Press. ISBN 978-0-8014-2255-3
- "Of Headhunters and Soldiers: Separating Cultural and Ethical Relativism", Issues in Ethics, Vol. 11, N. 1, Winter 2000, The Markkula Center for Applied Ethics
- Cultural Citizenship in Island Southeast Asia: National and Belonging in the Hinterlands. University of California Press. 2003. ISBN 978-0-520-22748-4
- Anthropology of Globalization. Wiley-Blackwell. 2008. ISBN 978-1-4051-3613-6
- The Day of Shelly's Death: The Poetry and Ethnography of Grief. Duke University Press. 2014. ISBN 978-0-8223-5661-5
- Nancy Scheper-Hughes, Philippe I. Bourgois, eds. (2004). "Grief and a Headhunter's Rage". Violence in war and peace. Wiley-Blackwell. ISBN 978-0-631-22349-8
- Linda Alcoff, Eduardo Mendieta, eds. (2003). "Cultural Citizenship, Inequality, and Multiculturalism". Identities: race, class, gender, and nationality. Wiley-Blackwell. ISBN 978-0-631-21723-7
- Simón During, ed. (1993). "After objectivism". The Cultural studies reader. Routledge. ISBN 978-0-415-07709-5
- Victor W. Turner, Edward M. Bruner, eds. (1986). "Ilongot Hunting as Story and Experience". The Anthropology of Experience. University of Illinois Press. ISBN 978-0252012495